# Am Werder 5a

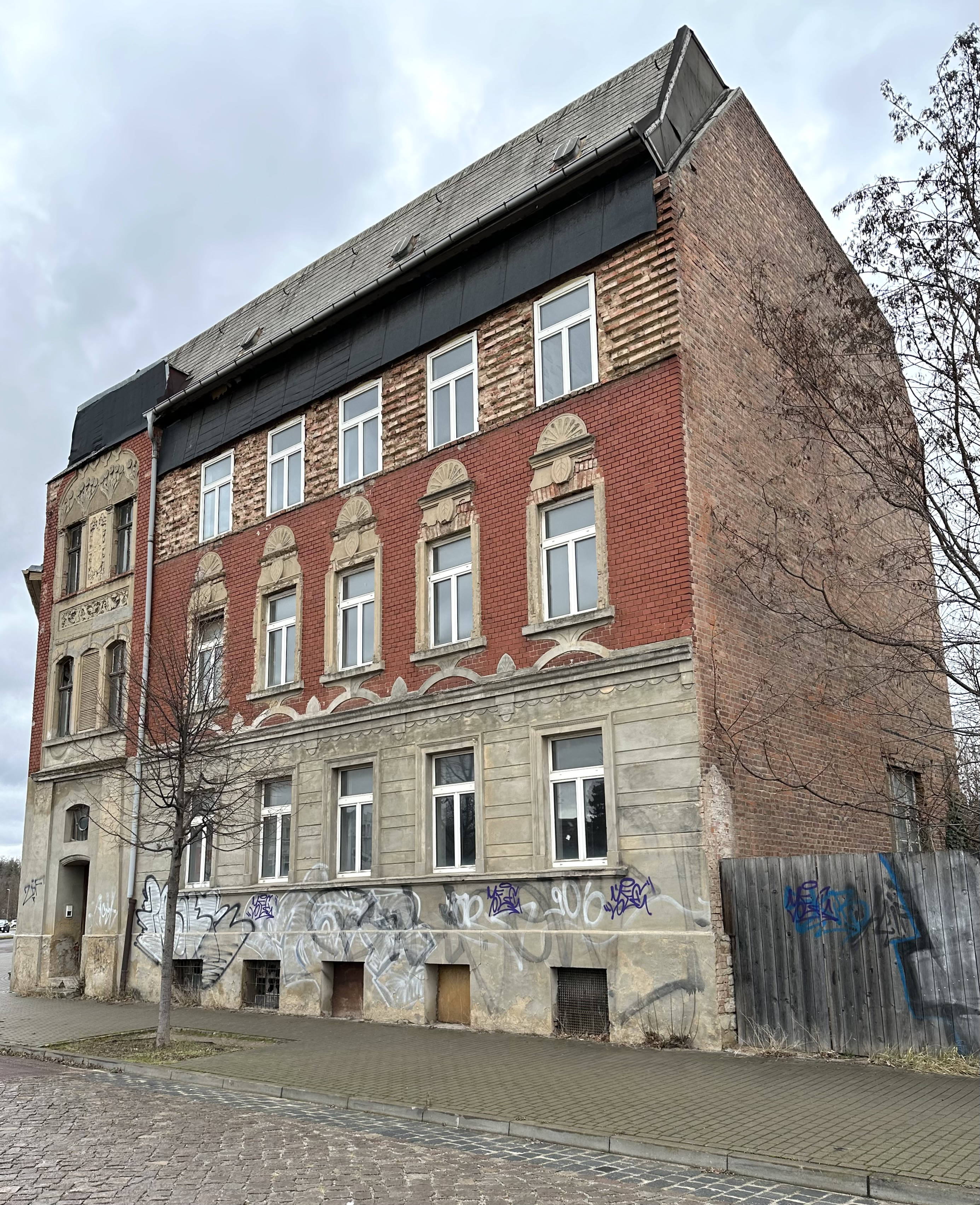
Am Werder 5a im Jahr 2024

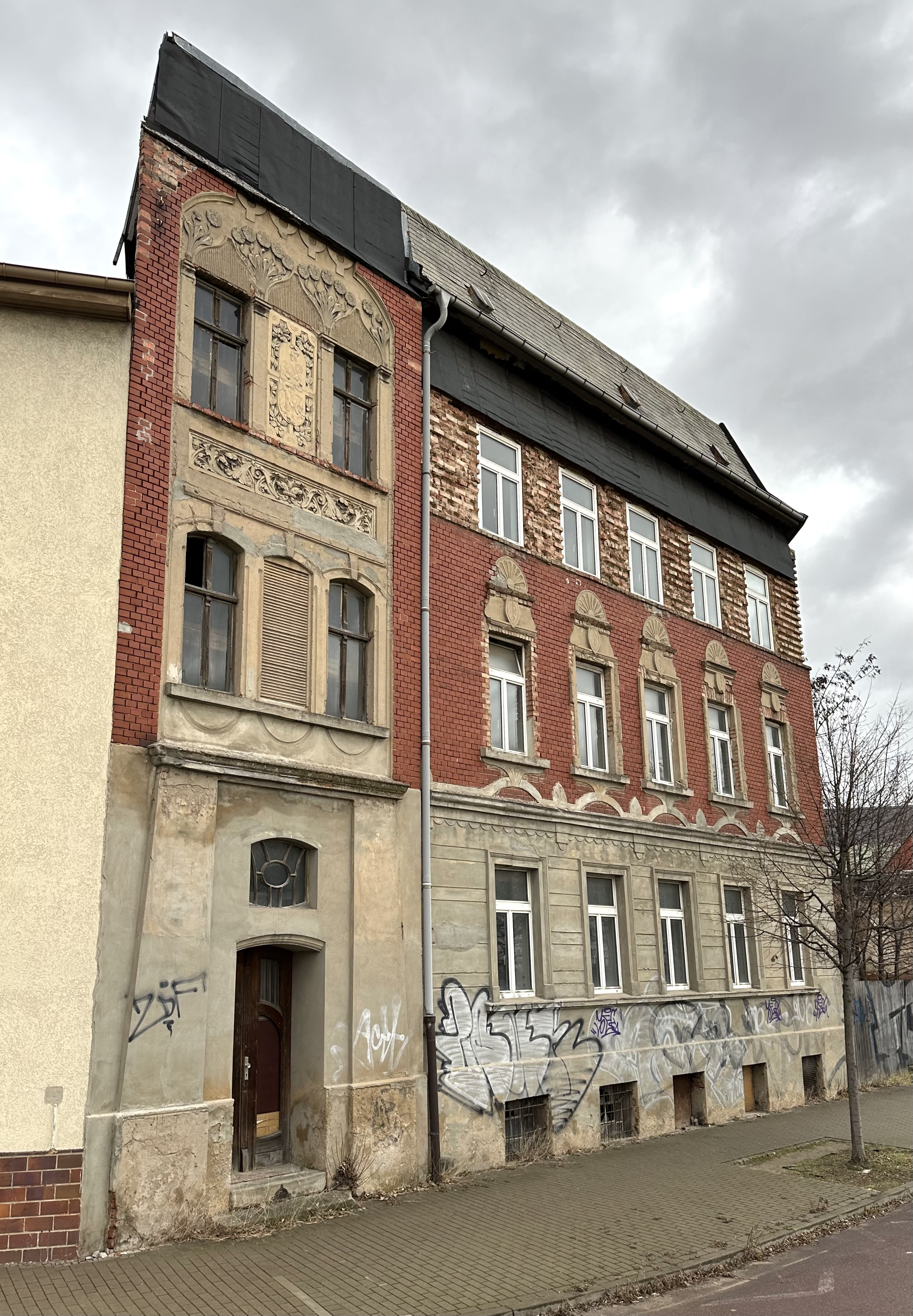
Blick von Westen

Am Werder 5a ist ein denkmalgeschütztes Wohnhaus in Bernburg (Saale) in Sachsen-Anhalt.

## Lage
Das Gebäude befindet sich auf der Nordseite der Straße Am Werder auf dem Saalewerder nördlich der Bernburger Talstadt.

## Architektur und Geschichte
Das dreigeschossige Haus entstand Anfang des 20. Jahrhunderts, nachdem – mit dem 1899/1901 erfolgten Bau der Annenbrücke über die Saale – in diesem Bereich ein neues Baugebiet entstanden war. Die siebenachsige Fassade des repräsentativen Jugendstil-Gebäudes verfügt an ihrer linken Seite über einen flachen zweiachsigen Seitenrisalit. In seinem Erdgeschoss befindet sich der Hauseingang, bekrönt ist der Risalit mit einem eigenen Giebel. Als Verzierungen finden sich an der Fassade Putzdekorationen in floralen Formen.
Die Straße knickt westlich des Hauses nach Norden ab, so dass der Grundriss des Gebäudes trapezförmig ist.
Im Denkmalverzeichnis des Landes Sachsen-Anhalt ist das Wohnhaus unter der Erfassungsnummer 094 60551 als Baudenkmal verzeichnet.
Aufgrund seiner exponierten Lage am Beginn der Rampe der Annenbrücke gilt das Gebäude als in besonderer Weise städtebaulich bedeutend.